# Cerconychia sinensis
Cerconychia sinensis är en bäcksländeart som beskrevs av Yang, D. och C. Yang 1995. Cerconychia sinensis ingår i släktet Cerconychia och familjen Styloperlidae. Inga underarter finns listade i Catalogue of Life.